# Osman Saleh
 (mai 2009).
Si vous disposez d'ouvrages ou d'articles de référence ou si vous connaissez des sites web de qualité traitant du thème abordé ici, merci de compléter l'article en donnant les références utiles à sa vérifiabilité et en les liant à la section « Notes et références ».
Pour les articles homonymes, voir Saleh.
Osman Saleh (né en 1948) est un homme politique érythréen. Ministre des Affaires étrangères de l'Érythrée depuis le 18 avril 2007.

## Biographie
Osman Saleh est membre du Front populaire pour la démocratie et la justice. Il est ministre de l'Éducation de 1993 au 18 avril 2007.